# Les Plaisirs et les Jeux
Les Plaisirs et les Jeux, sous-titré Mémoires du Cuib et du Tioup, est un récit de Georges Duhamel publié en 1922 aux éditions du Mercure de France. Il est généralement suivi d'un court récit associé, paru sous forme de conte en 1926, intitulé Les Érispaudants.

## Résumé
Georges Duhamel s'attache dans ce récit familial – se déroulant principalement entre 1917 et 1922 dans la maison des Duhamel à Valmondois et dans leur appartement parisien de la rue Vauquelin – à observer et à noter avec application, tendresse et sensibilité les premières années de ses deux fils aînés, Bernard (dit le « Cuib », né 1917) et Jean (dit « Zazou » ou le « Tioup », né en 1919), qui découvrent la vie, le monde, le langage (en accordant une place particulière aux mots d'enfant) et le rapport aux adultes,. L'écrivain constate au-delà, de manière réflexive, ce que les jeunes enfants tout entier inscrits dans le présent, le rêve et l'expérience apportent aux adultes en matière d'apprentissage et de « vraie sagesse » au lendemain d'une guerre que l'écrivain-médecin a vécu dans toute son horreur, juste derrière la ligne de front, comme chirurgien d'ambulance mobile ou « autochir ». En forme de conclusion du récit-conte Les Érispaudants – désignant la tribu d'enfants, dont les siens, qui l'entourent –, Georges Duhamel déclare :

« Les mœurs des Érispaudants ne sont pas, malgré les apparences, étrangères aux valeurs éthiques en usage dans l'immense tribu des « Messieurs ». L'étude des Érispaudants m'a parfois donné de précieuses clartés sur le reste du monde, sur les autres hommes et sur moi-même. »

— Georges Duhamel

## Éditions et traductions
- Les Plaisirs et les Jeux, Mercure de France, 1922, rééd. 1926, 1936, 1960, 1965  (ISBN 9782715203013).
- Les Plaisirs et les Jeux, illustrations (douze aquatintes et eaux-fortes) d'Edy Legrand, éditions du Capitole, Paris, 1930 (OCLC 459364276).
- Les Plaisirs et les Jeux, illustrations (eaux-fortes originales) de Marianne Clouzot, éditions Dominique Wapler, 1946 (OCLC 459364289).
- Les Plaisirs et les Jeux, illustrations de Paul Jacob-Hians, éditions J. Ferenczi et fils, Montrouge, 1947 (OCLC 459364298).
- Les plaisirs et les Jeux, illustrations (gravures sur bois) de Nelly Degouy, coll. « Les gloires littéraires » no 31, éditions du Nord, Bruxelles, 1951 (OCLC 631631447).
- Les Plaisirs et les Jeux : Mémoires du Cuib et du Tioup, illustrations de Renée Ringel, éditions Terres latines, Bruxelles, 1965 (OCLC 460158596).
- (da) Barneleg og Barneglaeder : erindringer om Cuib og Tioup, trad. Elna Cornet, éd. ?, Copenhague, 1924 (OCLC 29135501).
- (en) Dans Stories and Sketches, trad. Hélène Harvitt, éd. Ginn and Company, Boston, 1926 (OCLC 909346).
- (it) Trastulli e giuochi : memorie del Cuib e del Tioup, trad. Clélia Falconi, éd. La Nuova Italia, Venise, 1927 (OCLC 636088488).
- (de) Freuden und Spiele, éd. Rotapfelverlag, Zürich, 1928 (OCLC 53203728).
- (en) Days of Delight, trad. R. Wills Thomas, éd. Andrew Dakers, Londres, 1939 (OCLC 752845419).
- (sk) Pieseň o radosti : Rozpomienky na Kiba a Ťupa, trad. Ján Sedlák, éd. Ján Horáček, Bratislava, 1948 (OCLC 320670024).